# Dan Pearson
Dan Pearson OBE (* 9. April 1964 in Hampshire) ist ein englischer Gartengestalter.

## Leben
Pearson ist der Sohn eines Malers, der am Portsmouth Polytechnic Kunst lehrte und ein begeisterter Gärtner war. Seine Mutter lehrte Mode- und Textildesign. Bereits im Alter von fünf Jahren interessierte er sich für Pflanzen und begann zu gärtnern. 1976 nahm ihn sein Vater mit auf die Chelsea Flower Show und der Stand von Beth Chatto beeindruckte ihn sehr. Er verließ die Schule mit der mittleren Reife (O-levels) und absolvierte September 1981–1983 im Garten der Royal Horticultural Society in Wisley in Woking den Certificate Course. Im Alter von 17 Jahren entwarf er seinen ersten Garten für die Designerin Frances Mossman (Next, George at Asda), einer Freundin seiner Mutter. Im Juni 1973 unternahm er seine erste Reise, um in dem Nationalpark auf den Picos de Europa im Kantabrischen Gebirge Nordwestspaniens Pflanzen zu sammeln. Dort sah er auf den Bergwiesen unter anderem Türkenbund, Orchideen und Hundszahn zum ersten Mal in ihrer natürlichen Umgebung. Pearson hospitierte danach mit einem Stipendium in dem Botanischen Garten von Jerusalem, von der Direktor Michael Avishai ihn auf viele Exkursionen umitnahm, und unternahm eine Studien-Reise in den Himalaya. Im Anschluss daran arbeitete er ein Jahr im Botanischen Garten von Edinburgh, im Steingarten und im Waldgarten. Danach wurde er drei Jahre in den Royal Botanic Gardens in Kew ausgebildet.
1987 machte er sich als Gartengestalter selbstständig. 1990–1992 arbeitete er für Conran Shop als Gartengestalter und Berater. Inzwischen betreibt er ein eigenes Büro, „The Nursery“. Es wurde von Conran & Partners in der ehemaligen Schule „The Chandlery“ in der Nähe von Waterloo eingerichtet. 2008 hatte er sieben Angestellte. Zum Team gehören auch ausgebildete Landschaftsarchitekten, die sich mit Bauplanung und Baugenehmigungen auskennen., der Büroleiter kommt aus der Filmbranche.
Pearson schrieb wöchentliche Kolumnen für die Sunday Times, den Daily Telegraph und seit 2006 für den Observer in Nachfolge des Schmuckdesigners Monty Don und gehört außerdem der Redaktion der Illustrierten „Gardens Illustrated“ an. Der gutaussehende Pearson trat seit 1993 in verschiedenen Fernsehserien auf, die von BBC Two (Gardeners World), Channel 4 (Garden Doctors, 1994–1995) und Channel 5 ausgestrahlt wurden und war auch im Rundfunk vertreten. Die Sendung „Garden Doctors“ gehört zu der Gattung der vor allem im Vereinigten Königreich, aber auch in den USA populären Gattung der „Garden makeover-shows“, in denen Privatgärten innerhalb einer festgesetzten Zeit durch ein Expertenteam umgestaltet werden, nicht immer zu ihrem Vorteil. Es unterscheidet sich aber von vergleichbaren Sendungen etwa von Alan Titchmarsh dadurch, dass nicht nur Privatgärten von Reihenhäusern und Landgütern, sondern auch Gemeinschaftsgärten, Öko-Gärten und Fassadenbegrünungen betreut wurden und sich manche Projekte über mehrere Jahre hinzogen. Für die Fernsehsendung „Gardener’s World“ gestaltete er 1998, wie auch John Brookes und Bonita Bulaitis, einen Garten im Kings Heath Park in Birmingham.

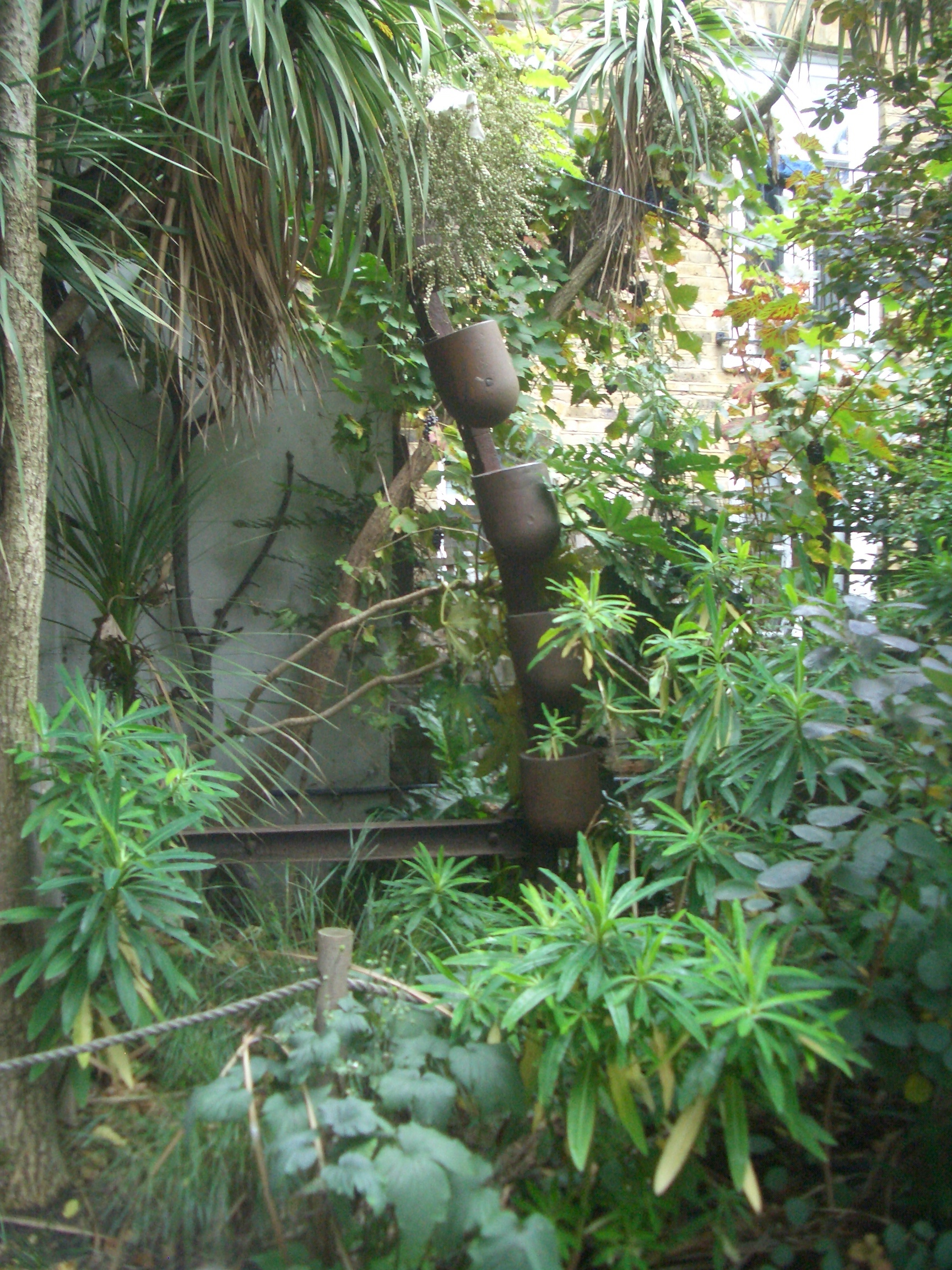
Bonnington Square Community Garden London im Jahr 2013

Pearson gestaltete seit 1992 sechs Gärten in der Chelsea Flower Show, darunter 2004 den Merrill Lynch Garden und gewann 1996 eine Silver-gilt Medaille für den „A London Roof garden for the Nineties“. Er enthielt Hängebirken, Strand-Grasnelken und Schwingel in großen runden Stahlbehältern, Kräuter und Wildpflanzen wie Weberkarde und Königskerze vor einem grellroten Hintergrund. Danach lehnte Pearson diese temporären Schaugärten als zu künstlich ab und konzentrierte sich lieber auf dauerhafte Gärten. 2015 entwarf er jedoch den Laurent Perrier-Chatsworth Garden, der als bester Garten der Ausstellung ausgezeichnet wurde. Er enthielt Steine und Pflanzen aus Chatsworth und war im naturalistischen Stil gehalten. Nach der Ausstellung wurden die Pflanzen und Steine mit großem Aufwand zurück nach Chatsworth transportiert.
Pearson lebte im Bonnington Square in Vauxhall, wo er einen Dachgarten gestaltete. Hier wuchsen neben mediterranen Pflanzen wie Lavendel und Fenchel und Gräsern auch Exoten wie die südafrikanischen Fackellilien und das durch Christopher Lloyd populär gemachte Patagonische Eisenkraut. Er setzte sich außerdem für den Erhalt des örtlichen Bonnington Square Garden ein und war zusammen mit Jimmy Frazer an seiner Umgestaltung beteiligt. Danach zog er mit seinem Partner Huw Morgan, den er zum Büroleiter seines Büros machte, in ein Reihenhaus in Peckham im Süden Londons. In seinem Buch „Home Ground“ beschrieb Pearson, wie er den verwilderten Hintergarten allmählich zu einem sehr entspannten und informellen Garten voller Blumen, Stauden und Gehölze umgestaltete und außerdem einen Schrebergarten (allotment) betrieb. Die Entwicklung des Gartens wurde von dem Photographen Howard Sooley dokumentiert. 2011 kauften Pearson und Morgan 10 km nördlich von Bath in Hillside eine ehemalige Gemüsefarm von 8 ha, die Nahrungsmittel für den Markt in Bath lieferte. Seit den 1980ern wurde sie als Milchfarm betrieben. Die Entwicklung seines dortigen Gartens war seit 2012 Thema seiner sonntäglichen Kolumne im Observer. Pearson suchte nach einem wilderen Garten, ein Habitat, dem er sich anpassen konnte. Er verwendet jedoch weiterhin nicht-lokale Pflanzen.

## Mitgliedschaften und Auszeichnungen
Pearson  ist Mitglied der Society of Garden Designers und seit 2011 Ehrenmitglied des Royal Institute of British Architects.
Pearson war nie Preisrichter der eher konservativen RHS und fühlt sich vom britischen Garten-Establisment abgelehnt.
Das Garten-Museum in Lambeth widmete seinem Werk 2013 eine Ausstellung.
Pearson gewann 2015 eine Goldmedaille und „Best in Show“ in der Chelsea Flower Show mit dem Chatsworth Garden. Der Preisrichter James Alexander-Sinclair bezeichnete den Garten als „schön gestaltet“ und lobte naturnahe Details wie das alte Laub auf dem Boden, was den Garten von den geleckten und penibel gesäuberten normalen Ausstellungsgärten unterscheide.

## Stil
Pearson arbeitet in der Tradition des „New Perennial Style“ von Wolfgang Oehme und Piet Oudolf. Er kennt die Bedürfnisse seiner Pflanzen gut und stellt sie dementsprechend sorgfältig zusammen. Oft verwendet er einheimische Wildpflanzen, vor allem Stauden, und führte Stauden auch in der Bepflanzung kleiner städtischer Gärten ein. Gerundete Mauern verleihen seinen frühen Gärten eine rhythmische Gestaltung. Lediglich seine Gemüse- und Fruchtgärten sind oft formal gestaltet. Mit der Verwendung von Stauden und Gräsern führte er deutsche und niederländische Elemente in die konservative englische Gartentradition ein. Pearson nahm auch japanische Elemente in seinen Stil auf, auch wenn er in der Praxis Schwierigkeiten mit der japanischen Mentalität hat.
Pearson ist dafür bekannt, dass seine Gärten unauffällig und der Landschaft angepasst sind, und nicht der britischen Tradition der ornamentalen Gärten mit „gemischten Rabatten“ (mixed borders) in der Tradition von Jekyll und Lloyd folgen. Er versucht, auf die Vorstellung seiner Klienten einzugehen. Für Pearson ist Unvollkommenheit schön. Perfekte Gärten und „verklemmten Minimalismus“ lehnt er ab, er schätzt allerdings das Werk des spanischen Minimalisten Fernando Caruncho. Auch Beth Chatto beeinflusste seinen Stil.
Pearson schätzt warme Farbtöne im Garten, besonders Rot, Rostrot und Goldgelb, und verwendet oft Wildpflanzen. Zu seinen Lieblingspflanzen gehören Königskerzen, Taglilie „Stafford“, Patagonisches Eisenkraut und das Ziergras Stipa tenuissima, unter den Nutzpflanzen Hasel und wilde Rauke. Seit den 2010er Jahren ist sein Stil jedoch unauffälliger geworden, er verwendet mehr grün und einheimische Wildpflanzen und versucht sich der Umgebung anzupassen. Pearson ist rot-grünblind, was seine Farbpalette sicher beeinflusst hat.

## Bewertung
Debra Prinzing beschreibt Pearson als den „horticultural rock star in the U.K“. Er wird auch als die Greta Garbo der Gartenwelt bezeichnet.

## Publikationen
- mit Steve Bradley: Garden Doctors, a Channel Four Book. London, Boxtree 1996. ISBN 978-0752210292
- mit Terence Conran: The Essential Garden Book, getting back to basics. London, Clarkson Potter 1998.
- The Garden: A Year at Home Farm. London, BBC Books 2001.
- Spirit: Garden Inspiration. London, Murray & Sorrell FUEL 2009.
- Home Ground: Sanctuary in the City (Photographie Howard Sooley). London, Octopus 2011.

## Gärten
- Barnes, Mossman-Garten
- Broughton Hall, Yorkshire, Industriepark. Roger Tempest/Rural Solutions, 2001–2008
- Hamadayama in Tokio, Neubausiedlung der Mitsui Fudosan Building Co., ab 2006
- Folly Farm, Berkshire, mit einem Lutyens-Haus[38]
- Home Farm, Northamptonshire für die Designerin Frances Mossman. Er betreute diesen Garten auch weiterhin, zeitweise lebte er in der Scheune von Mossmann. Das Haus ist jedoch inzwischen verkauft und umgestaltet.
- Maggie’s Centre, Charing Cross Hospital in Hammersmith. 2005–2008, Gartenanlage einer Krebsklinik
- Millennium Forest, Hokkaidō Garden Festival, Japan, 250 ha
- Worthington Hospital, Sussex im Rahmen des „Art in Hospitals“-Projektes zusammen mit den Bildhauern Peter Randall-Page und Steve Geliot[39]
- Garten für Violante Visconti, Italien
- Garten von Priscilla Carluccio, Elle Decoration
- Torrecchia Vecchia in Lazium seit 1995, Ruinengarten im Stil von Nimfa
- West Handyside Park, Kings Cross[40]
- Delos in Sissinghurst, 2019–2020[41].